# Shwebo District
Shwebo District är ett distrikt i Myanmar.   Det ligger i regionen Sagaingregionen, i den centrala delen av landet, 400 km norr om huvudstaden Naypyidaw.